# لیگ دسته اول فوتبال ارمنستان ۱۳-۲۰۱۲
فصل ۲۰۱۲–۱۳ لیگ دسته اول فوتبال ارمنستان در ۱۰ آوریل ۲۰۱۲ آغاز شد و در ۱۳ مه ۲۰۱۳ به پایان رسید.

## نمای کلی
- باشگاه فوتبال آلاشکرت به فوتبال حرفه‌ای بازگشت.
- باشگاه فوتبال کینگ دولوکس به لیگ پیوست.

## جدول لیگ
| رتبه | تیم                           | بازی | برد | مساوی | باخت | گل زده | گل خورده | گل تفاضل | امتیاز | صعود                                     |
| ---- | ----------------------------- | ---- | --- | ----- | ---- | ------ | -------- | -------- | ------ | ---------------------------------------- |
| ۱    | باشگاه فوتبال آلاشکرت (C)     | ۳۶   | ۲۴  | ۶     | ۶    | ۸۰     | ۳۱       | ۴۹+      | ۷۸     | صعود به 2013–14 لیگ برتر فوتبال ارمنستان |
| ۲    | باشگاه فوتبال میکا            | ۳۶   | ۱۸  | ۷     | ۱۱   | ۶۰     | ۵۱       | ۹+       | ۶۱     |                                          |
| ۳    | باشگاه فوتبال پیونیک          | ۳۶   | ۱۸  | ۷     | ۱۱   | ۶۹     | ۵۳       | ۱۶+      | ۶۱     |                                          |
| ۴    | باشگاه فوتبال گاندزاسار کاپان | ۳۶   | ۱۸  | ۶     | ۱۲   | ۷۶     | ۵۹       | ۱۷+      | ۶۰     |                                          |
| ۵    | باشگاه فوتبال آرارات ایروان   | ۳۶   | ۱۶  | ۹     | ۱۱   | ۶۰     | ۵۱       | ۹+       | ۵۷     |                                          |
| ۶    | باشگاه فوتبال اورارتو         | ۳۶   | ۱۷  | ۳     | ۱۶   | ۵۷     | ۴۷       | ۱۰+      | ۵۴     |                                          |
| ۷    | باشگاه فوتبال شنگاویت         | ۳۶   | ۱۴  | ۴     | ۱۸   | ۴۶     | ۵۷       | ۱۱−      | ۴۶     |                                          |
| ۸    | باشگاه فوتبال آراگاتس         | ۳۶   | ۱۱  | ۸     | ۱۷   | ۴۸     | ۵۵       | ۷−       | ۴۱     |                                          |
| ۹    | باشگاه فوتبال کینگ دولوکس     | ۳۶   | ۱۰  | ۳     | ۲۳   | ۴۵     | ۷۸       | ۳۳−      | ۳۳     | تیم در طول فصل منحل شد                   |
| ۱۰   | باشگاه فوتبال ایمپالس         | ۳۶   | ۵   | ۵     | ۲۶   | ۴۶     | ۱۰۵      | ۵۹−      | ۲۰     |                                          |

1. ↑  کینگ دولوکس در طول فصل به دلیل مشکلات مالی از حضور انصراف داد. مسابقات‌اش تا هفته بیست و یکم از رکورد حذف شد.